# حقير (ناطع)

تعديل مصدري - تعديل

حقير هي إحدى قرى عزلة ال سودان بمديرية ناطع التابعة لمحافظة البيضاء، بلغ تعداد سكانها 141 نسمة حسب تعداد اليمن لعام 2004.